# Danny Wolfe
Danny Wolfe (* 16. November 1928 in Stephenville, Texas; † 7. August 1996) war ein US-amerikanischer Songschreiber und Rockabilly-Musiker.

## Leben
Danny Wolfe stammte aus einer wohlhabenden Familie, die die Wolfe Nurseries besaßen. Tagsüber arbeitete Wolfe als Jugendlicher mit in dem Betrieb, abends schrieb er seine ersten Songs, die er auf einem alten Kontrabass spielte. Wolfe hatte immer den Wunsch, öffentlich aufzutreten, traute sich aufgrund seines Aussehens jedoch nicht, da er übergewichtig war und eine Brille trug.
Im Sommer 1957 traf Wolfe den jungen Musiker Huelyn Duvall und begann, ihn zu fördern. Wolfe kontaktierte Joe Johnson, Mitarbeiter der Challenge Records, und im September 1957 kam es für Duvall zu seiner ersten Aufnahme-Session in Nashville, Tennessee. Zusammen mit professionellen Hintergrundmusikern wie Grady Martin, Floyd Cramer und Buddy Harman spielte Duvall drei Wolfe-Kompositionen ein, nämlich Pucker Paint, Comin’ or Goin’ und Teen Queen. Wolfe schrieb in der Folgezeit weitere Songs für Duvall und managte ihn.
Währenddessen hatte Wolfe einen Plattenvertrag bei Dot Records unterschrieben. Seine erste Single dort erschien im Juni 1957, die jedoch kaum Beachtung fand. Seine zweite Platte Let’s Flat Get It, ein schneller Rock-’n’-Roll-Song, bekam von Billboard gute Bewertungen und verkaufte sich gut; in die Charts kam der Titel aber nicht. 1959 erschien Wolfes letzte Platte, sein Stück Pucker Paint. Im selben Jahr eröffnete er sein eigenes Aufnahmestudio und verbuchte als Songschreiber Erfolge. Seine Titel wurden von Stars wie Sanford Clark (Modern Romance), John D. Loudermilk (Susie’s House), Bobby Milano (Life Begins at Four O’Clock) und Jerry Wallace ([Pretty] Blue-Jean Baby / Fool’s Hall of Fame; Challenge Records 1003-45, 1957) aufgenommen. Gene Vincent spielte gleich drei seiner Kompositionen ein, Gonna Back Up Baby, Double Talkin’ Baby sowie Pretty, Pretty Baby; auch Johnny Cash nahm mit Fool’s Hall of Fame einen Song von Wolfe auf. In kommerzieller Hinsicht wurde die Ballade Sugar Moon zu Wolfes größtem Erfolg, denn Pat Boone schaffte es bis auf Platz fünf der Charts mit dem Titel.
Danny Wolfe starb 1996 an Krebs.

## Diskografie
| Jahr | Titel                                             | Plattenfirma                       |
| ---- | ------------------------------------------------- | ---------------------------------- |
| 1957 | Once With You / Pretty Blue Jean Baby             | Dot Records                        |
| 1957 | Let’s Flat Get It / I’m Glad I Waited             | Dot Records                        |
| 1958 | Pucker Paint / I’d Rather Be Lucky                | Dot Records                        |
|      | - Fool’s Hall of Fame - Isabella - So Help Me Gal | Dot Records (nicht veröffentlicht) |